# 第一性質
第一性質（だいいちせいしつ）とはジョン・ロックによって提唱された哲学の概念。これは存在する物質そのものが発する、客観的な性質のことを言う。例えば大きさや動きや数量など。第一性質とされる性質というのは、物質そのものから分離しがたく、知覚することなく事物に存しているように思われるということである。第一性質に対して、我々の感覚が作用するということにより主観的に認識することとなる性質というのは第二性質と言う。